# Ochrota nigrolimbata
Ochrota nigrolimbata är en fjärilsart som beskrevs av De Toulgoët 1965. Ochrota nigrolimbata ingår i släktet Ochrota och familjen björnspinnare. Inga underarter finns listade i Catalogue of Life.